# Greenland Center Tower 8
La Greenland Center Tower 8 est un gratte-ciel de 210 mètres construit en 2017 à Nanning en Chine. 